# جد

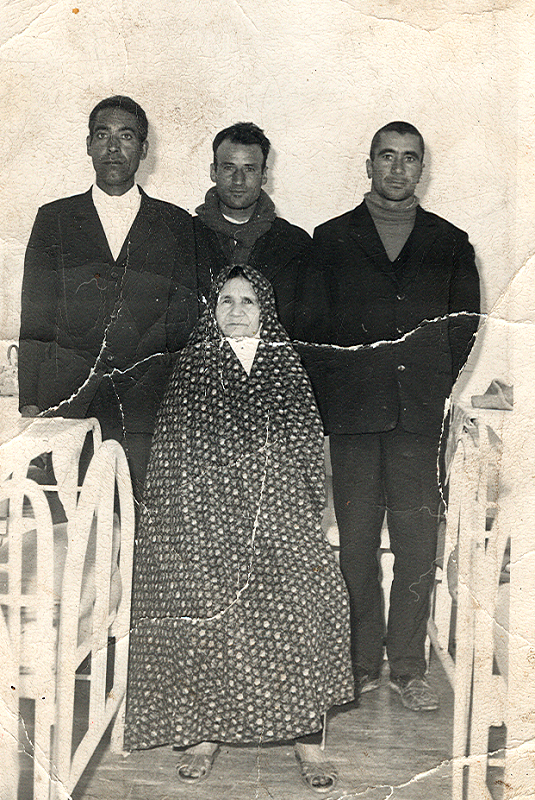
جدة إيرانية مع أبنائها

الجَدُّ: أَبو الأَب وأَبو الأُم، والجمع أَجدادٌ وجُدود، ولفظة الجد في العربية تحتمل أكثر من معنى، فلذا فأن موقعها من الجمل والمناسبات يدل على معانيها.

## ألقاب الجد
يلقب الجد بعدة ألقاب مثل: «بّا سيدي»، «جدو»، «بابا الكبير»، «با حنيني».

## ألقاب الجدة
تنادى الجدة بعدد من الألقاب تختلف حسب المكان أو الأسرة منها:
- في مصر «ستي» أو «ستو»، و«نينة» و«تيتة».
- وفي المغرب «لميمة»، «مي لالة»...
- وفي السودان «حبوبة»
- وفي العراق «بيبي»، «حبوبة».

## تأثير الأجداد على تربية الأحفاد
للأجداد تأثير كبير على تربية الأحفاد، فهم أكثر تفهما لهم من الأب والأم. فالأم والأب يكونان عادة أكثر حزما مع الأبناء. كما يتعلم الطفل من أجداده كثيرا من الكلمات الجديدة عليه أو عليها وكذا اللغة بصفة عامة.